# Bernard Masson
Pour les articles homonymes, voir Masson.
Bernard Masson (né le 20 septembre 1948 à Arras et mort le 22 décembre 1977 à Saint-Laurent-Blangy) est un ancien coureur cycliste professionnel français.

## Biographie
Il meurt subitement d'une crise cardiaque à l'âge de 29 ans.

## Palmarès
- 1967
  - Une étape de la Ronde des Flandres

- 1971
  - 3e du Grand Prix des Flandres françaises

- 1972
  - Prologue (contre-la-montre par équipes) et 1re étape du Tour de l'Yonne

- 1973
  - 3e de l'Étoile de Bessèges

- 1974
  - 3e du championnat de France de demi-fond

## Résultats sur le Tour de France
1 participation
- 1974 : 104e